# Herbert von Bose
Carl Fedor Eduard Herbert von Bose (16. marts 1893 i Strasbourg – 30. juni 1934 i Berlin) var en tysk embedsmand og politisk sekretær for Franz von Papen.

## Familie
Han tilhørte en gammel katolsk saksisk adelsslægt og var søn af den kejserlige regeringsråd Fedor von Bose (1856-1919), afdelingschef i den kejserlige generaldirektion for jernbanen i Elsass-Lothringen, og hans første kone Johanna Dill (1859-1888).
Bose blev 7. oktober 1919 gift i Kassel med Therese Kühne (født 10. november 1895 i Jüterbog, Brandenburg, død 4. december 1963 i Schopfloch i Schwarzwald), datter af infanterigeneralen Viktor Kühne og Maria von Eschwege.

## Liv
Bose var først kongelig preussisk kaptajn. Som politisk sekretær for vicekansler Franz von Papen blev han chef for vicekanslerens presseafdeling. I denne funktion var han en af forfatterne af Marburgtalen, som tydelig formulerede den konservative kritik mod nationalsocialismen. Som resultat af denne tale blev han skudt og dræbt af SS ved sit skrivebord i 1934 i forbindelse med de lange knives nat.